# بروتوكول ناغويا
بروتوكول ناغويا أو بروتوكول ناغويا بشأن الحصول على الموارد الجينية والتقاسم العادل والمنصف للمنافع الناشئة عن استخدامها الملحق باتفاقية التنوع البيولوجي أو بروتوكول ناغويا بشأن الحصول وتقاسم المنافع هو اتفاق تكميلي لعام 2010 لاتفاقية عام 1992 بشأن التنوع البيولوجي. هدفها هو تنفيذ أحد الأهداف الثلاثة لاتفاقية التنوع البيولوجي: التقاسم العادل والمنصف للمنافع الناشئة عن استخدام الموارد الجينية، وبالتالي المساهمة في حفظ التنوع البيولوجي واستخدامه المستدام. وتحدد التزامات الأطراف المتعاقدة لاتخاذ تدابير تتعلق بالحصول على الموارد الجينية وتقاسم المنافع والامتثال.
تم اعتماد البروتوكول في 29 أكتوبر 2010 في ناغويا اليابان ودخل حيز التنفيذ في 12 أكتوبر 2014. اعتبارًا من أكتوبر 2020 تم التصديق عليه من قبل 128 طرفًا، بما في ذلك 127 دولة عضو في الأمم المتحدة والاتحاد الأوروبي. وقد تم الإعراب عن مخاوف من أن البيروقراطية والتشريعات المضافة يمكن أن تضر برصد وجمع التنوع البيولوجي، والحفظ ، والاستجابة الدولية للأمراض المعدية، والبحوث.

## الأهداف والنطاق
ينطبق بروتوكول ناغويا على الموارد الجينية التي تغطيها اتفاقية التنوع البيولوجي، وعلى الفوائد الناشئة عن استخدامها. يغطي البروتوكول أيضًا المعارف التقليدية المرتبطة بالموارد الجينية التي تغطيها اتفاقية التنوع البيولوجي والفوائد الناشئة عن استخدامها. الهدف منه هو تنفيذ أحد الأهداف الثلاثة لاتفاقية التنوع البيولوجي: التقاسم العادل والمنصف للمنافع الناشئة عن استخدام الموارد الجينية، وبالتالي المساهمة في حفظ التنوع البيولوجي واستخدامه المستدام.

## الاعتماد والتصديق
اعتمد البروتوكول في 29 أكتوبر 2010 في ناغويا اليابان، في الاجتماع العاشر لمؤتمر الأطراف، الذي عقد في الفترة من 18 إلى 29 أكتوبر 2010، ودخل حيز التنفيذ في 12 أكتوبر 2014. اعتبارًا من ديسمبر 2020، صدق عليها 128 طرفًا، بما في ذلك 127 دولة عضو في الأمم المتحدة والاتحاد الأوروبي.

## التزامات
يحدد بروتوكول ناغويا التزامات الأطراف المتعاقدة لاتخاذ تدابير فيما يتعلق بالحصول على الموارد الجينية وتقاسم المنافع والامتثال. تهدف تدابير الوصول على المستوى المحلي إلى:
- خلق اليقين القانوني والوضوح والشفافية.
- توفير قواعد وإجراءات عادلة وغير تعسفية.
- وضع قواعد وإجراءات واضحة للموافقة المسبقة عن علم والشروط المتفق عليها بشكل متبادل.
- النص على إصدار تصريح أو ما يعادله عند منح الوصول.
- خلق الظروف لتعزيز وتشجيع البحوث التي تساهم في حفظ التنوع البيولوجي واستخدامه المستدام.
- إيلاء الاعتبار الواجب لحالات الطوارئ الحالية أو الوشيكة التي تهدد صحة الإنسان أو الحيوان أو النبات.
- النظر في أهمية الموارد الوراثية للأغذية والزراعة للأمن الغذائي.

تهدف تدابير تقاسم المنافع على المستوى المحلي إلى النص على التقاسم العادل والمنصف للمنافع الناشئة عن استخدام الموارد الجينية مع الطرف المتعاقد الذي يقدم الموارد الجينية. يشمل الاستخدام البحث والتطوير بشأن التركيب الجيني أو الكيميائي الحيوي للموارد الجينية، وكذلك التطبيقات اللاحقة والتسويق. المشاركة تخضع لشروط متفق عليها بشكل متبادل. قد تكون الفوائد نقدية أو غير نقدية مثل الإتاوات ومشاركة نتائج البحث.
الالتزامات المحددة لدعم الامتثال للتشريعات المحلية أو المتطلبات التنظيمية للطرف المتعاقد الذي يوفر الموارد الجينية، والالتزامات التعاقدية الواردة في الشروط المتفق عليها بشكل متبادل، هي ابتكار هام لبروتوكول ناغويا.
اتخاذ تدابير تنص على أن الموارد الجينية المستخدمة داخل ولايتها القضائية قد تم الحصول عليها وفقا للموافقة المسبقة عن علم، وأن الشروط المتفق عليها متبادلة قد تم وضعها، على النحو المطلوب من قبل طرف متعاقد آخر، والتعاون في حالات الانتهاك المزعوم لمتطلبات طرف متعاقد آخر، وتشجيع الأحكام التعاقدية بشأن تسوية المنازعات بشروط متفق عليها بشكل متبادل، وضمان إتاحة الفرصة لالتماس اللجوء بموجب أنظمتها القانونية عندما تنشأ نزاعات من الشروط المتفق عليها، واتخاذ الإجراءات المتعلقة بالوصول إلى العدالة، ورصد استخدام الموارد الجينية بعد مغادرتها للبلد عن طريق تعيين نقاط تفتيش فعالة في كل مرحلة من مراحل سلسلة القيمة: البحث، التطوير، الابتكار، التسويق المسبق، التسويق التجاري.

## العلاقة بالاتفاقيات الأخرى
يشتمل عدد متزايد من اتفاقيات التجارة التفضيلية على أحكام تتعلق بالحصول على الموارد الجينية أو تقاسم المنافع التي تنشأ عن استخدامها. في الواقع توفر بعض الاتفاقيات التجارية الحديثة التي نشأت بشكل خاص من دول أمريكا اللاتينية، تدابير محددة مصممة لتسهيل تنفيذ أحكام الحصول وتقاسم المنافع الواردة في بروتوكول ناغويا، بما في ذلك التدابير المتعلقة بالمساعدة الفنية والشفافية وتسوية المنازعات.

## النقد
هناك مخاوف من أن البيروقراطية والتشريعات المضافة ستضر بشكل عام برصد وجمع التنوع البيولوجي، والحفظ، والاستجابة الدولية للأمراض المعدية، والبحوث.
أعرب العديد من العلماء عن قلقهم بشأن البروتوكول، خوفًا من أن تؤدي الإجراءات الروتينية المتزايدة إلى إعاقة جهود الوقاية من الأمراض والحفاظ عليها، وأن التهديد بسجن العلماء سيكون له تأثير مخيف على البحث. يخشى الباحثون والمؤسسات غير التجارية في مجال التنوع البيولوجي، مثل متاحف التاريخ الطبيعي، من صعوبة الحفاظ على المجموعات المرجعية البيولوجية وتبادل المواد بين المؤسسات.